# Cryptoblepharus ruber
Cryptoblepharus ruber là một loài thằn lằn trong họ Scincidae. Loài này được Börner & Schüttler mô tả khoa học đầu tiên năm 1981.